# RadioShack-Nissan/Saison 2012
Dieser Artikel listet Erfolge und Fahrer des Radsportteams RadioShack-Nissan in der Saison 2012 auf.

## Erfolge in der UCI WorldTour
In den Rennen der Saison 2012 der UCI WorldTour gelangen die nachstehenden Erfolge.
| Datum        | Rennen                            | Sieger            |
| ------------ | --------------------------------- | ----------------- |
| 13. März     | 7. Etappe Tirreno–Adriatico (EZF) | Fabian Cancellara |
| 30. Juni     | Prolog Tour de France (EZF)       | Fabian Cancellara |
| 10. August   | 5. Etappe Eneco Tour              | Giacomo Nizzolo   |
| 6. September | 18. Etappe Vuelta a España        | Daniele Bennati   |

## Erfolge in der UCI America Tour
In den Rennen der Saison 2012 der UCI America Tour gelangen die nachstehenden Erfolge.
| Datum      | Rennen                              | Kat. | Fahrer     |
| ---------- | ----------------------------------- | ---- | ---------- |
| 23. August | 4. Etappe USA Pro Cycling Challenge | 2.HC | Jens Voigt |

## Erfolge in der UCI Europe Tour
In den Rennen der Saison 2012 der UCI Europe Tour gelangen die nachstehenden Erfolge.
| Datum           | Rennen                                       | Kat. | Sieger            |
| --------------- | -------------------------------------------- | ---- | ----------------- |
| 3. März         | Strade Bianche                               | 1.1  | Fabian Cancellara |
| 30. Mai–3. Juni | Gesamtwertung Tour de Luxembourg             | 2.HC | Jakob Fuglsang    |
| 20. Juni        | Schweizer Meisterschaft – Einzelzeitfahren   | CN   | Fabian Cancellara |
| 21. Juni        | Dänische Meisterschaft – Einzelzeitfahren    | CN   | Jakob Fuglsang    |
| 24. Juni        | Luxemburgische Meisterschaft – Straßenrennen | CN   | Laurent Didier    |
| 4. Juli         | 4. Etappe Österreich-Rundfahrt               | 2.HC | Jakob Fuglsang    |
| 1.–8. Juli      | Gesamtwertung Österreich-Rundfahrt           | 2.HC | Jakob Fuglsang    |
| 23. Juli        | 3. Etappe Tour de Wallonie                   | 2.HC | Giacomo Nizzolo   |
| 21.–25. Juli    | Gesamtwertung Tour de Wallonie               | 2.HC | Giacomo Nizzolo   |
| 23. August      | 3. Etappe Tour du Poitou Charentes           | 2.1  | Giacomo Nizzolo   |

## Zugänge – Abgänge
| Zugänge             | Team 2011                   | Abgänge          | Team 2012                   |
| ------------------- | --------------------------- | ---------------- | --------------------------- |
| Hayden Roulston     | HTC-Highroad                | Stuart O’Grady   | Orica GreenEdge             |
| Jan Bakelants       | Omega Pharma-Lotto          | Fabian Wegmann   | Garmin-Sharp                |
| Laurent Didier      | Saxo Bank-SunGard           | Davide Viganò    | Lampre-ISD                  |
| Matthew Busche      | Team RadioShack             | Anders Lund      | Team Saxo Bank-Tinkoff Bank |
| Ben Hermans         | Team RadioShack             | Bruno Pires      | Team Saxo Bank-Tinkoff Bank |
| Christopher Horner  | Team RadioShack             | Stefan Denifl    | Vacansoleil-DCM             |
| Markel Irízar       | Team RadioShack             | Martin Mortensen | Vacansoleil-DCM             |
| Ben King            | Team RadioShack             | William Clarke   | Champion System             |
| Andreas Klöden      | Team RadioShack             | Dominic Klemme   | Team Argos-Shimano          |
| Tiago Machado       | Team RadioShack             | Tom Stamsnijder  | Team Argos-Shimano          |
| Nélson Oliveira     | Team RadioShack             | Brice Feillu     | Saur-Sojasun                |
| Jaroslaw Popowytsch | Team RadioShack             | Martin Pedersen  | Christina Watches-Onfone    |
| Grégory Rast        | Team RadioShack             |                  |                             |
| Jesse Sergent       | Team RadioShack             |                  |                             |
| Haimar Zubeldia     | Team RadioShack             |                  |                             |
| Tony Gallopin       | Cofidis, le Crédit en Ligne |                  |                             |
| George Bennett      | Trek Livestrong U23         |                  |                             |

## Mannschaft
| Name                | Geburtsdatum       | Nationalität       |
| ------------------- | ------------------ | ------------------ |
| Jan Bakelants       | 14. Februar 1986   | Belgien            |
| Daniele Bennati     | 24. September 1980 | Italien            |
| George Bennett      | 7. April 1990      | Neuseeland         |
| Matthew Busche      | 9. Mai 1985        | Vereinigte Staaten |
| Fabian Cancellara   | 18. März 1981      | Schweiz            |
| Laurent Didier      | 19. Juli 1984      | Luxemburg          |
| Jakob Fuglsang      | 22. März 1985      | Dänemark           |
| Tony Gallopin       | 24. Mai 1988       | Frankreich         |
| Linus Gerdemann     | 16. September 1982 | Deutschland        |
| Ben Hermans         | 8. Juni 1986       | Belgien            |
| Christopher Horner  | 23. Oktober 1971   | Vereinigte Staaten |
| Markel Irízar       | 5. Februar 1980    | Spanien            |
| Ben King            | 22. März 1989      | Vereinigte Staaten |
| Andreas Klöden      | 22. Juni 1975      | Deutschland        |
| Tiago Machado       | 18. Oktober 1985   | Portugal           |
| Maxime Monfort      | 14. Januar 1983    | Belgien            |
| Giacomo Nizzolo     | 30. Januar 1989    | Italien            |
| Nélson Oliveira     | 6. März 1989       | Portugal           |
| Jaroslaw Popowytsch | 4. Januar 1980     | Ukraine            |
| Joost Posthuma      | 8. März 1981       | Niederlande        |
| Grégory Rast        | 17. Januar 1980    | Schweiz            |
| Thomas Rohregger    | 23. Dezember 1982  | Österreich         |
| Hayden Roulston     | 10. Januar 1981    | Neuseeland         |
| Andy Schleck        | 10. Juni 1985      | Luxemburg          |
| Fränk Schleck       | 15. April 1980     | Luxemburg          |
| Jesse Sergent       | 8. Juli 1988       | Neuseeland         |
| Jens Voigt          | 17. September 1971 | Deutschland        |
| Robert Wagner       | 17. April 1983     | Deutschland        |
| Oliver Zaugg        | 9. Mai 1981        | Schweiz            |
| Haimar Zubeldia     | 1. April 1977      | Spanien            |